# Sanando
Sanando est une localité et une commune du Mali, chef-lieu d'arrondissement dans le cercle de Barouéli et la région de Ségou.

## Villages
La commune s'étend sur 38 localités relevées lors du recensement général de 2009. 
Les villages les plus peuplés sont :
- Moambougou (2 478 habitants) ;
- Tissala (1 832 habitants) ;
- Dioforongo (1 454 habitants).

Le village chef-lieu Sanando compte 1 418 habitants.